# Troglocormus ciego
Espèce
Troglocormus ciego est une espèce de scorpions de la famille des Euscorpiidae.

## Distribution
Cette espèce est endémique du San Luis Potosí au Mexique. Elle se rencontre  à Tamasopo dans la grotte Cueva de Elías.

## Description
Le mâle holotype mesure 50,90 mm. Ces yeux sont réduits

## Publication originale
- Francke, 1981 : A new genus of troglobitic scorpion from Mexico (Chactoidea, Megacorminae). Bulletin of the American Museum of Natural History, no 170 p. 23–28 (texte intégral).